# Philippe Hoffmann
Philippe Hoffmann (* 19. Juni 1953 in Paris) ist ein französischer Gräzist und Philosophiehistoriker auf dem Gebiet der antiken Philosophie.
Nach dem Besuch der classes préparatoires am Lycée Henri IV studierte Hoffmann an der École normale supérieure Paris (1972–1977) und erwarb an der Universität Paris IV Lizentiate in Lettres classiques und in Philosophie (1972–1973) sowie eine maîtrise in Philosophie bei Pierre Aubenque (1973–1974). Es folgte die agrégation in Lettres classiques (1975). Im Anschluss war er Pensionnaire der Bibliothèque nationale de France (1978–1982). 1981 wurde er mit einer Dissertation Recherches sur la tradition manuscrite du Commentaire de Simplicius au De caelo d’Aristote bei Jean Irigoin zum docteur de IIIe cycle in Gräzistik promoviert. Seit 1984 ist Hoffmann zunächst chargé de conférences an der École pratique des hautes études, Ve Section (Section des Sciences Religieuses), unter Pierre Hadot, dann von 1986 an directeur d’études (Lehrstuhl Théologies et mystiques de la Grèce hellénistique et de la fin de l’Antiquité), von 1988 bis 2016 Mitglied des Laboratoire d’études sur les monothéismes, das er von 1999 bis 2009 auch geleitet hat. Von 1989 bis 1998 war er zudem Leiter des Centre d’Études Anciennes an der École normale supérieure. Die Habilitation à diriger des recherches wurde ihm 1998 verliehen. 2021 wurde er zum Mitglied der Académie des Inscriptions et Belles-Lettres gewählt.
Hoffmann arbeitet sowohl überlieferungsgeschichtlich (unter Berücksichtigung von Paläographie und Kodikologie) und textkritisch als auch philosophie- und religionsgeschichtlich zum Neuplatonismus von der Antike bis Byzanz. Seine Arbeiten sind im Wesentlichen als Aufsätze und Buchbeiträge erschienen. Unter anderem ist er mit der Edition eines Abschnitts des Kommentars des Simplikios zur Physik des Aristoteles in den Commentaria in Aristotelem Graeca et Byzantina betraut.